# Epicauta hirsutipubescens
Epicauta hirsutipubescens is een keversoort uit de familie van oliekevers (Meloidae). De wetenschappelijke naam van de soort is voor het eerst geldig gepubliceerd in 1934 door Maydell.